# Chown (Unix)

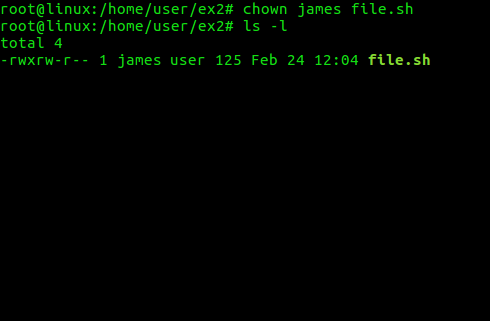
chown Befehl

chown (englisch: Change Owner) ist ein Kommando zur Benutzer- und Rechteverwaltung in unixoiden Systemen, um Besitzer- und Gruppenzugehörigkeit einer Datei zu ändern.

## Benutzung
Das Programm wird wie folgt aufgerufen:
```
$ chown [OPTIONEN]... EIGENTÜMER[:[GRUPPE]] DATEI...
```

Eigentümer und Gruppe können entweder als Name oder als ID angegeben werden.
Wenn nach dem Doppelpunkt kein Gruppenname steht, wird die Gruppe auf die Login-Gruppe des Eigentümers gesetzt. Steht vor dem Doppelpunkt kein Benutzername, ändert chown nur die Gruppe und erfüllt damit die gleiche Funktion wie chgrp.
Häufig verwendete Optionen sind:
-R
rekursives Ändern von Dateien und Verzeichnissen
-c
nur veränderte Dateien anzeigen (changes) – (nicht in POSIX chown, nur in ksh93 und GNU chown)
-v
ausführliche Ausgabe (verbose) – (nicht in POSIX chown, nur in ksh93 und GNU chown)

## Andere Betriebssysteme
Für Windows steht innerhalb von Cygwin eine portierte Version von chown zur Verfügung. Als Windows-eigenes Befehlszeilenwerkzeug zum Ändern des Besitzers einer Datei kann der icacls-Befehl genutzt werden.